# Fabio Novembre

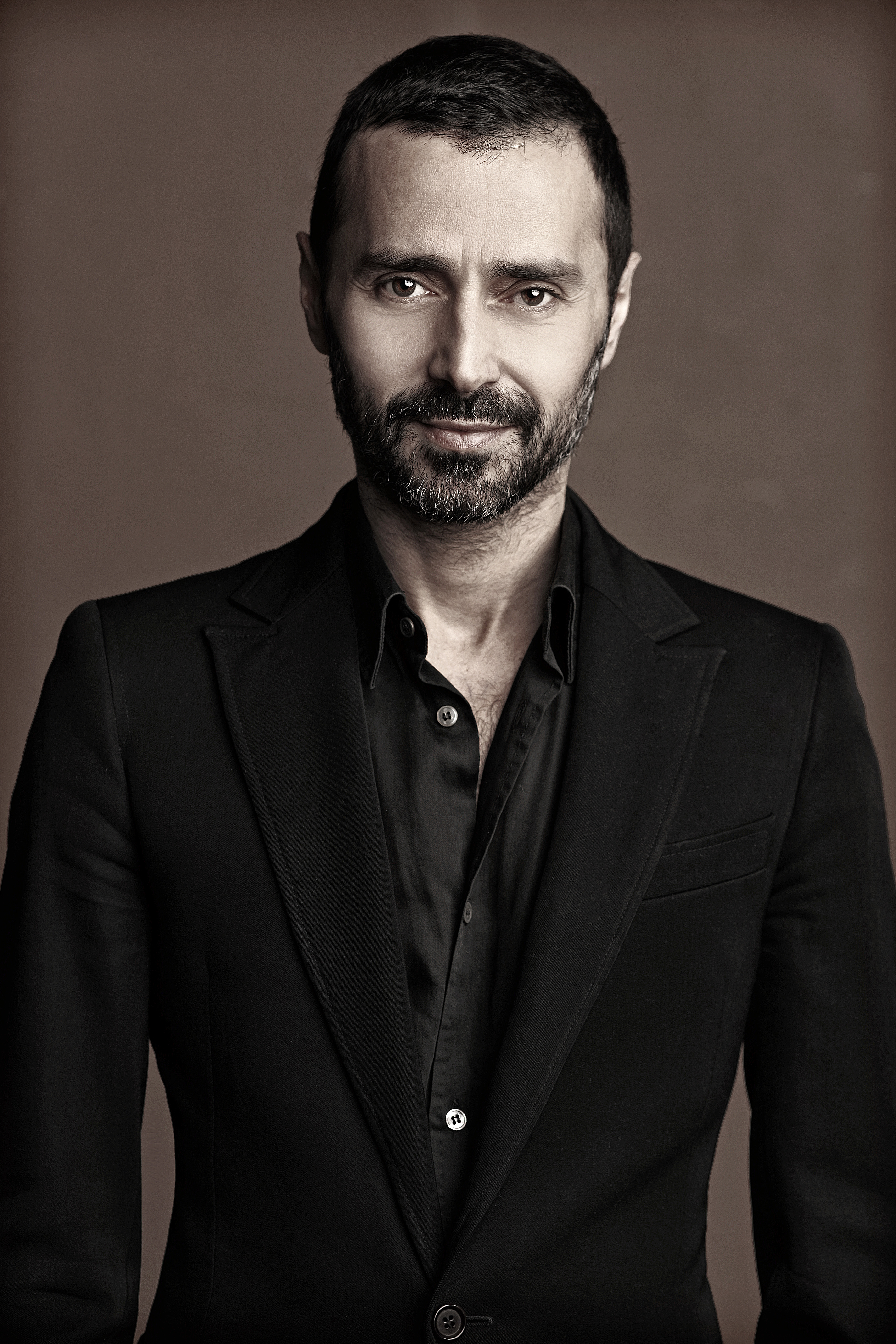
Fabio Novembre

Fabio Novembre (* 21. Oktober 1966 in Lecce) ist ein italienischer Designer und Architekt. Er arbeitet unter anderem für Casamania, Cappellini und Driade.

## Leben
Fabio Novembre absolvierte in Mailand ein Architekturstudium und zog 1993 nach New York, wo er einen Regie-Kurs an der Universität belegen wollte. Nachdem sich sein Interesse dem Design zugewandt hatte, verlegte er seinen Wohnsitz nach Hongkong. Dort verwirklichte er mit dem Anna Molinari Blumarine Store sein erstes Projekt. 1994 kehrte er nach Mailand zurück und legte sich dort ein Studio zu, in dem er weitere Läden für Anna Molinari entwarf, die in London, Singapur und Taipei eingerichtet wurden. Danach gestaltete er zunächst weitere innenarchitektonische Objekte, darunter Hotels, Bars, Gastronomiebetriebe, Läden und Showrooms. Dem Design von Möbeln widmete Fabio Novembre sich verstärkt ab 2001. Er entwarf unter anderem die Tischserie Org, die Sofas And und Divina und den Sessel Nemo.

Ein Panton Chair

2009 stellte er auf der Mailänder Möbelmesse das Stühlepaar Him & Her vor, das kontrovers diskutiert wurde. In der Frontansicht an den Panton Chair erinnernd, zeigen die aus Polyethylen geformten Stühle auf der Rückseite jeweils einen plastisch ausgeformten knienden männlichen bzw. weiblichen Akt, der mit der Stuhllehne etwa auf der Höhe der Schulterblätter abschließt.
Nackte Körper oder Körperteile tauchen in Novembres Œuvre häufig auf. So schmückte er etwa die Mailänder Discothek Divina mit zahlreichen Reproduktionen berühmter Frauen-Akte aus der Kunstgeschichte. Vor der Bar prangt der Schriftzug L'Origine du Monde, darüber eine riesenhaft vergrößerte Version des gleichnamigen Gemäldes von Gustave Courbet. Der Londoner Anna Molinari Store besitzt einen Eingang, der von ähnlich riesigen Frauenbeinen eingerahmt wird (auch dies ein Zitat, diesmal aus der Popart der 1960er Jahre), und das Shu Café in Mailand ist mit überdimensionalen Frauenarmen geschmückt. Das Ledersofa Divina erinnert formal an Möbel der zwanziger Jahre, besitzt aber eine Kunststoff-Rückenlehne in Gestalt einer unbekleideten Frau.
Neben dem menschlichen Körper spielen in Novembres Werke auch die christliche Symbolik und besonders die Auseinandersetzung mit der katholischen Kirche eine wichtige Rolle. Im Zuge seines Projekts Be your own messiah ließ er sich als Jesus fotografieren. Ihren Ursprung hat diese Auflehnung bereits in Novembres Kindheit: Er habe nie akzeptieren wollen, von Gott aus dem Paradies vertrieben worden zu sein, erklärte er einmal in einem Interview.

## Ausstellungen
- 2008 Teach me the freedom of swallows, Rotonda di Via Besana Museum in Mailand
- 2009 Il fiore di Novembre, Triennale Design Museum of Milan

## Werkübersicht

### Showrooms etc.
- 1994–1995 Anna Molinari Blumarine Stores in Hongkong, London, Singapur und Taipei
- 1995 Café l’Atlantique (Bar-Restaurant) in Mailand
- 1996 B Square Store in Hongkong
- 1997 Blu discothèque in Lodi
- 1997 ON Natural Wellness Center in Mailand
- 1998 Bar Lodi in Lodi
- 1999 SHU Bar-Restaurant in Mailand
- 1999 Via Spiga Showroom in Mailand
- 2000 Li Cuncheddi Hotel in Olbia
- 2000 Tardini Store in New York
- 2001 Divina Discothèque in Mailand
- 2003 UNA Vittoria Hotel in Florenz
- 2000 Bisazza-Stand in Stuttgart und Bologna
- 2001 Bisazza-Showroom in Barcelona
- 2004 Novembre (eigenes Haus und Büro) in Mailand
- 2005 Meltin’ Pot Stands in Berlin und Barcelona
- 2005 Meltin’ Pot Showroom in New York
- 2006 Stuart Weitzman Store in Rom
- 2007 Stuart Weitzman Store in Peking und Beverly Hills
- 2008 Stuart Weitzman Store in Hongkong, New York und Paris
- 2008 Margherita e Co. Shop in Bergamo

### Möbel etc.
- 1988 Honlywood (Stuhl für B&B Italia)
- 1991 Mediterranea (Chaiselongue für Bonacina)
- 1995 Bottle (für Uliveto)
- 2001 ORG (Tisch für Cappellini)
- 2001 NET (Teppich für Cappellini)
- 2002 AND (Sofa für Cappellini)
- 2003 S.O.S. (Sofa für Cappellini)
- 2005 Point-of-purchase-Produkte (für Meltin’ Pot)
- 2006 RPH (Sofa für Cappellini)
- 2006 Air Lounge System (für Meritalia)
- 2007 +13 plus one tree pot (für Casamania)
- 2007 maniglie Love Opens Doors handle (Kollektion für Fusital)
- 2007 Moving Fashion Award (für Il Sole 24 ore)
- 2007 100 Piazze (Tablettserie für Driade)
- 2007 SW416 (Tisch für Meritalia)
- 2008 Him & Her (Stuhl für Casamania)
- 2008 STFS Slow The Flow (Wasserhahn für Stella)
- 2008 Void System (für Flaminia)
- 2008  Divina  (Sofa für Driade)
- 2008  SEC (Stuhl für Cappellini)
- 2008  Histogram (für Gispen)
- 2010  Nemo Chair